# Космацьке газоконденсатне родовище
Космацьке газоконденсатне родовище — належить до Бориславсько-Покутського нафтогазоносного району Передкарпатської нафтогазоносної області Західного нафтогазоносного регіону України.

## Опис
Розташоване у Богородчанському районі Івано-Франківської області на відстані 7 км від м. Богородчани.
Належить до третього ярусу складок центр. частини Бориславсько-Покутської зони.
Виявлене в 1964-65 рр. Космацька структура є асиметричною антикліналлю північно-західного простягання. Розміри складки по покрівлі еоцену становлять 8-9х3 м, висота 1100 м. У 1967 р. з відкладів менілітової світи з інт. 2632—2640 м отримано фонтан газу дебітом 380 тис. м³ та конденсату — 99,9 т на добу через діафрагму діаметром 10 мм. Менілітовий Поклад пластовий, склепінчастий, літологічно обмежаний, еоценовий — пластовий, склепінчастий, тектонічно екранований. Режим Покладів газовий. Колектори — пісковики та алевроліти.
Експлуатується з 1968 р. Запаси початкові видобувні категорій А+В+С1: газу — 9224 млн. м³; конденсату — 811 тис. т.